# الحوت (بلوتو)

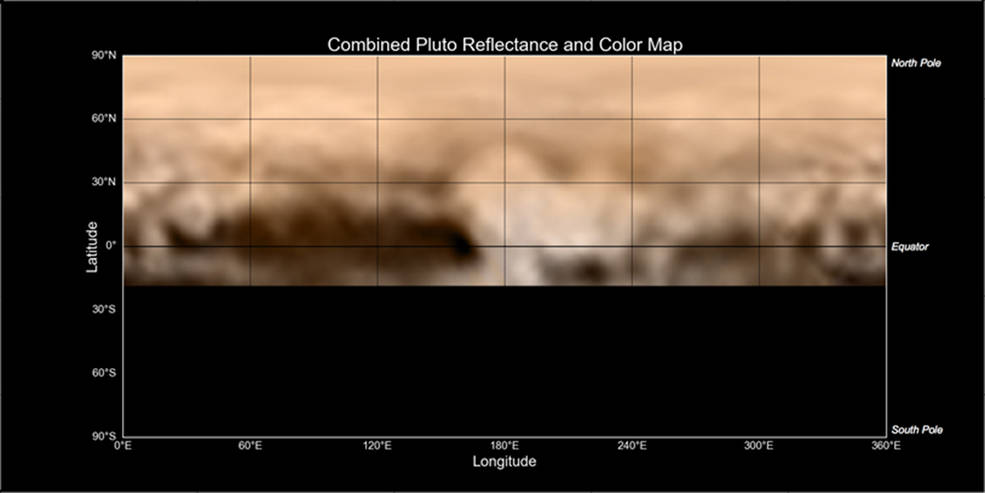
كثولو هي المنطقة المظلمة المتطاولة على الجانب الأيسر من هذه خريطة لسطح بلوتو.

كثولو (بالإنجليزية: Cthulhu)‏ أو الحوت هو الاسم غير الرسمي الذي يميز منطقة على سطح الكوكب القزم بلوتو. وهي منطقة متطاولة ومظلمة على طول خط استواء بلوتو. وهي بطول 2,990 كـم (1,860 ميل) وواحدة من أكثر المعالم ظلمة على بلوتو.
تمت الإشارة إليه في البداية «بالحوت» في إشارة لشكله، ولاحقاً وبشكل غير رسمي سُمي «كثولو» نسبة للإله الخيالي. من المحتمل أن يقدم اسم كثولو إلى الاتحاد الفلكي الدولي كاسم رسمي.

## معرض صور

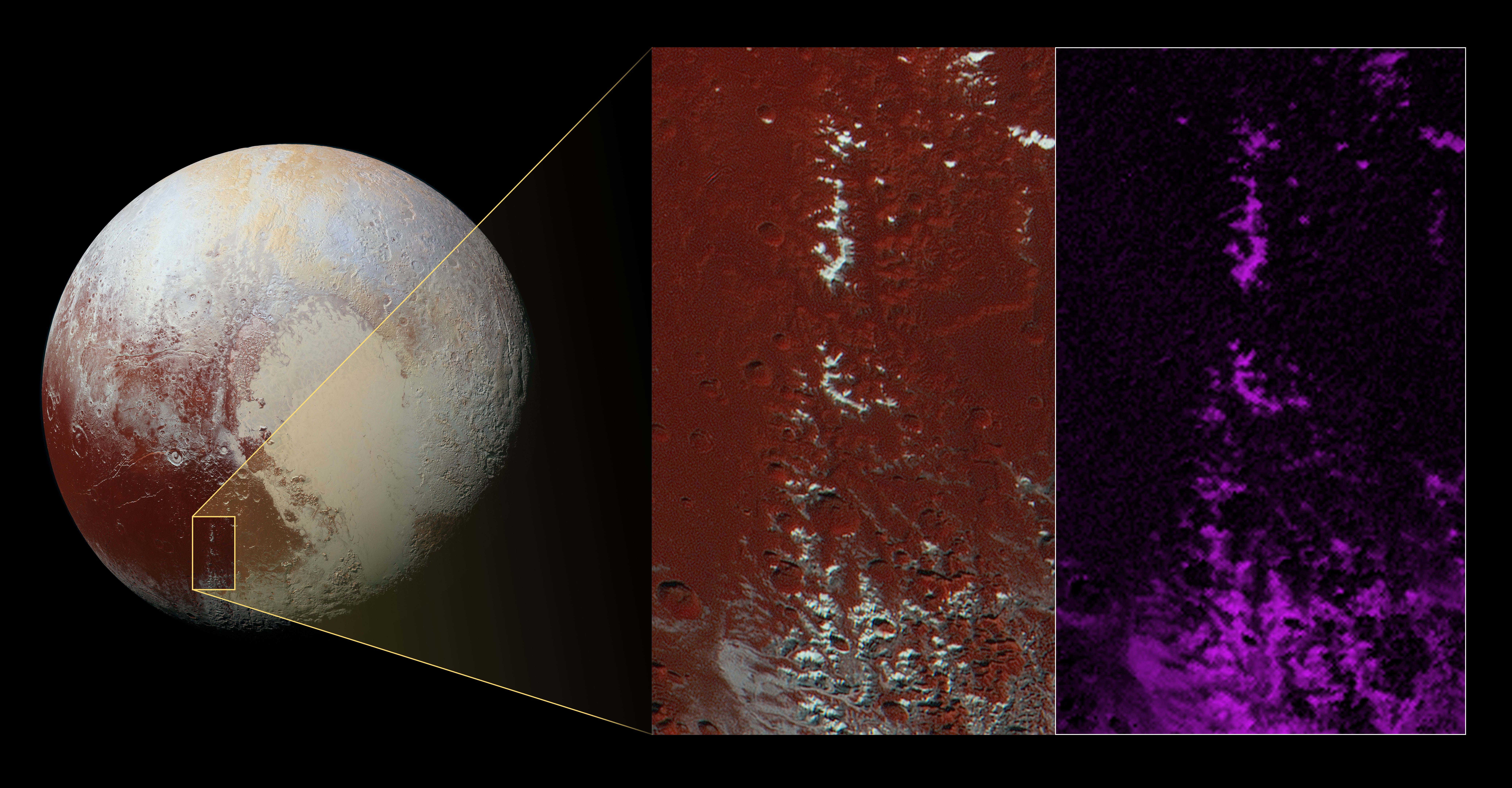
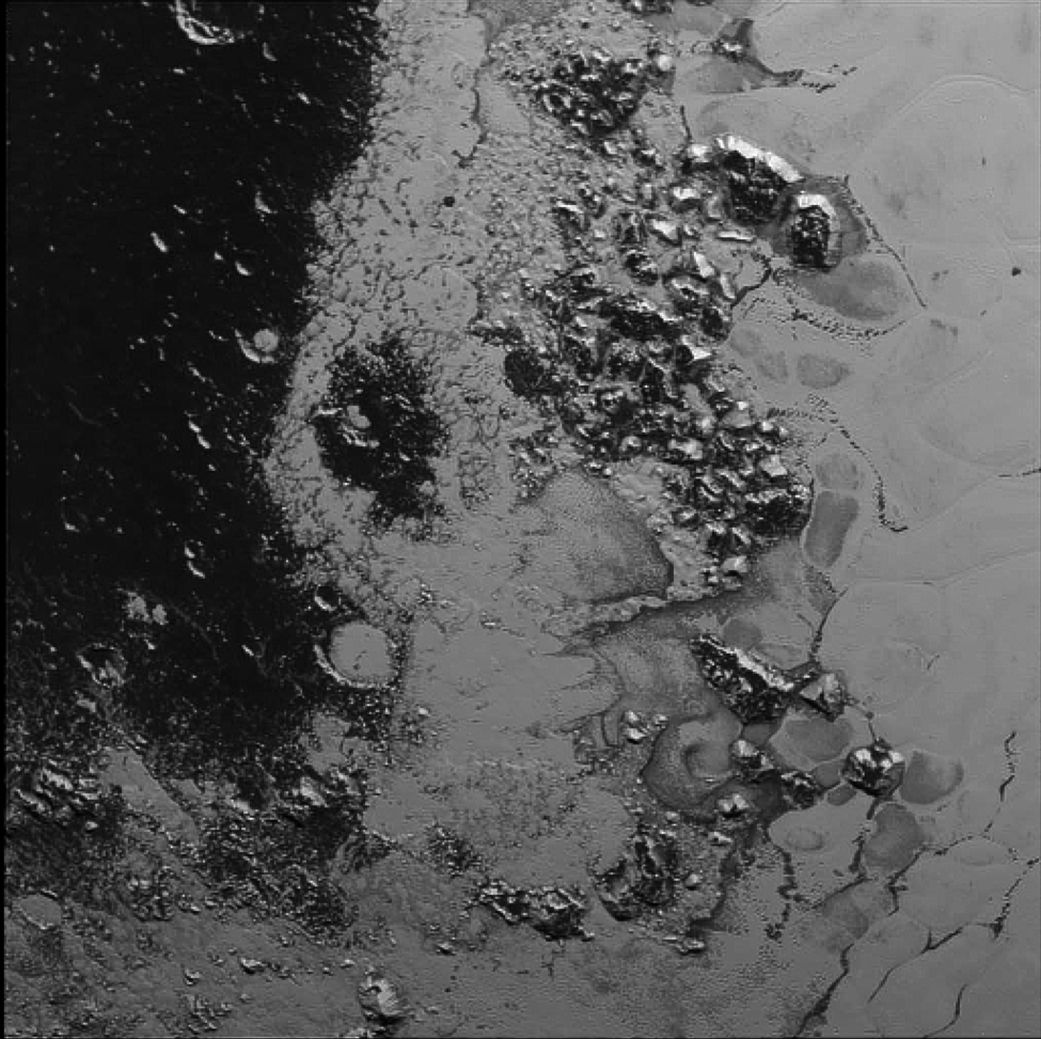
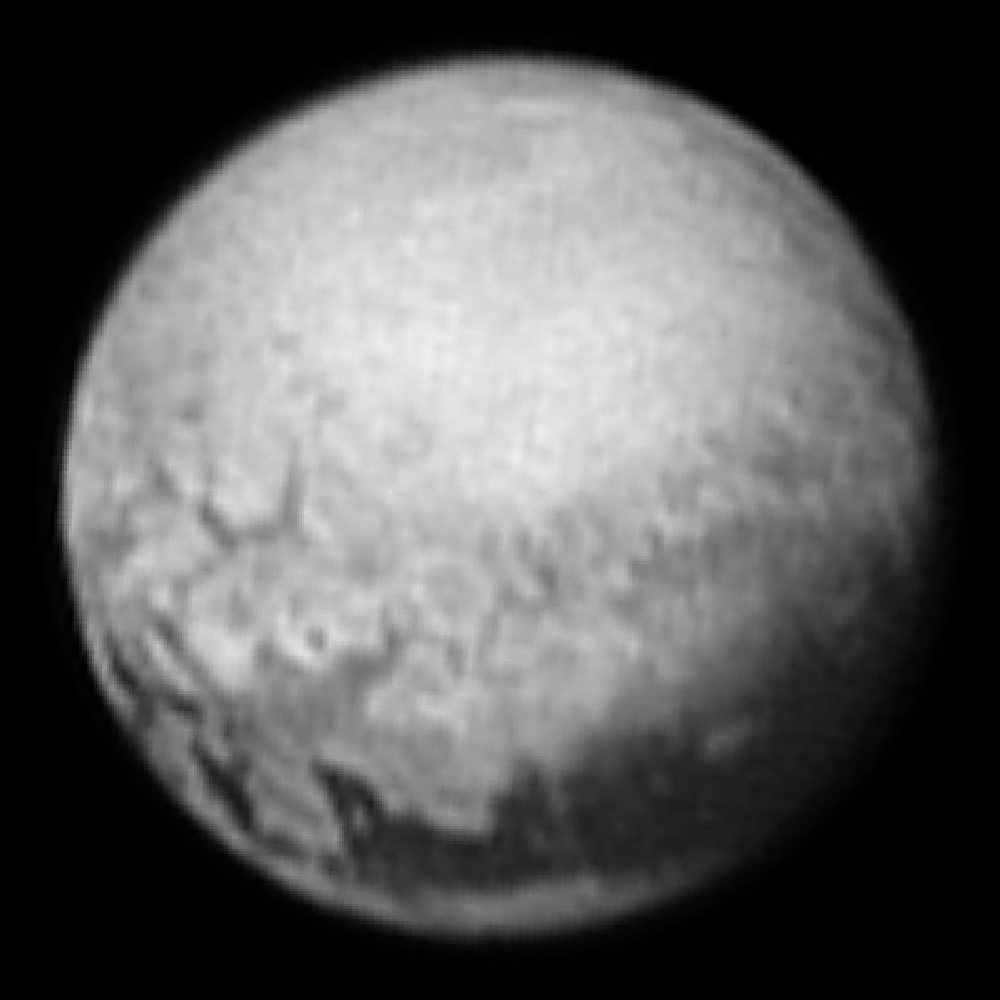
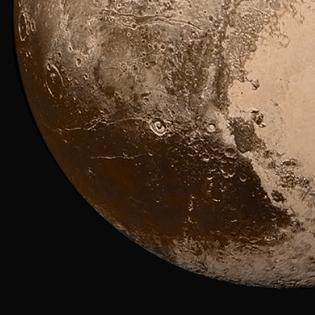